# Cataratas do Nilo

As seis cataratas do rio Nilo.

As Cataratas do Nilo, ou Quedas do rio Nilo, são a denominação coletiva para a região fluvial de seis principais trechos rasos (ou corredeiras de águas brancas) do rio Nilo, entre Cartum e Assuão, onde a superfície da água é quebrada por muitos pequenos pedregulhos e pedras que se projetam para fora do leito do rio, bem como muitas ilhotas rochosas. Em alguns lugares, esses trechos são pontuados por águas bravas, enquanto em outros o fluxo de água é mais suave, mas ainda raso.
Sua importância histórica e geopolítica está na formação de uma barreira natural à expansão egípcia, não só dificultando a navegação, mas também porque ao sul da primeira catarata as correntes eram mais fortes e os ventos menos favoráveis (o que dificultava o tráfego norte-sul). Nisto, o Nilo foi classificado de acordo com as cataratas e estas eram frequentemente usadas pelos faraós como marcos para significar a expansão de seu império para o sul. Assim, Tutemés I conquistou terras na Núbia até a quarta catarata. Seu neto, Tutemés III, estendeu o poder egípcio além da quarta catarata.
No entanto, as cataratas não são cachoeiras no sentido comum, sendo, na verdade, corredeiras e obstáculos que dificultam a navegação no rio.

## Definição das cataratas históricas
A palavra "catarata" vem da palavra grega καταρρέω ("fluir para baixo" ou "golpe forte para baixo"), muito embora o termo grego original fosse κατάδουποι, somente no plural.
No entanto, ao contrário do termo "catarata" ser amplamente difundido, nem todas as seis cataratas primárias e históricas do Nilo podem ser descritas com precisão como cachoeiras e, dada uma definição mais ampla, mesmo como cataratas menores. Ao contrário, pelo menos quatro delas resumem-se a corredeiras, enquanto que a segunda e a quarta, na definição do norte para o sul, seriam cataratas menores no sentido mais estrito.
A área norte do Sudão é tectonicamente ativa, e é essa atividade que deu ao Nilo um curso mais adequado a um rio de montanha "jovem". A elevação do Deserto/Maciço Núbio forçou o curso do rio para oeste e ao mesmo tempo manteve a lâmina d'água baixa, o que provocou a formação das cataratas. Dá-se assim, pois a base rochosa do leito fluvial é principalmente arenito, com o rio cruzando pontos de afloramentos de rochas magmáticas que se projetam. Nelas, o rio não causou uma erosão mais extensa (como foi com a de arenito), mas apenas conseguiu rompê-las, com a rochas mantendo-se livres da água.
Estas características especiais do rio entre Assuão e Cartum são a razão pela qual o trecho das corredeiras históricas fosse chamado de "Cataratas do Nilo", enquanto o rio abaixo delas é freqüentemente chamado de "Nilo Egípcio".

## As seis cataratas históricas

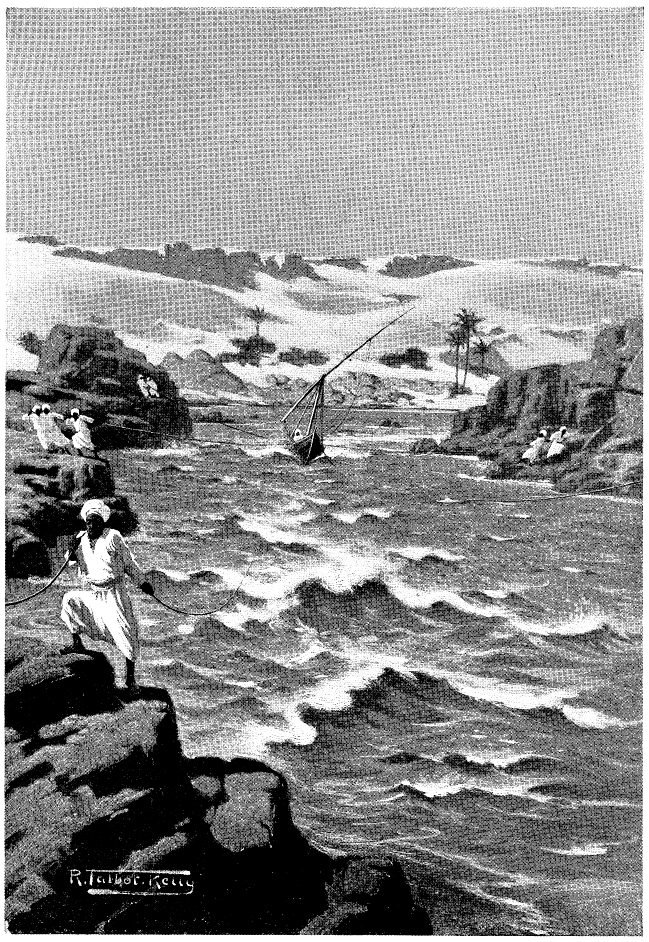
Tração humana empregada para que um barco possa transpor a Primeira Catarata com destino à "Grande Catarata". Ilustração de Robert Talbot Kelly publicada na matéria "Aproveitando o Nilo", na edição 4, volume 57 da revista The Century Magazine, em fevereiro de 1899.

Contado a jusante (de norte a sul), são seis grandes conjuntos de cataratas, a saber:
No Egito:
1) Primeira Catarata: corta Assuão. Sua antiga localização foi selecionada para a construção da Represa Baixa de Assuão, a primeira barragem construída do Nilo.
No Sudão:
2) Segunda Catarata (ou Grande Catarata): estava na região da Núbia e agora está submersa no Lago Nasser;
3) Terceira Catarata: está em Tumbus/Hannek;
4) Quarta Catarata: fica no Deserto de Manasir e, desde 2008, está submersa no reservatório da Barragem de Meroé;
5) Quinta Catarata: fica perto da confluência dos rios Nilo e Atbara;
6) Sexta Catarata: é onde o Nilo corta o plutão Sabaluca, perto de Meroé.

## História
Nos tempos antigos, o Alto Egito se estendia do sul do Delta do Nilo até a primeira catarata, enquanto mais a montante, a terra era controlada pelo antigo Reino de Cuxe, que mais tarde assumiria o Egito de 760 a 656 a.C.. Além da invasão cuxita, durante a maior parte da história egípcia, as cataratas do Nilo, particularmente a Primeira Catarata, serviram principalmente como uma barreira natural de controle das travessias para o sul, pois a referida região dependia de viagens fluviais para se estabelecer contato com o norte. Isso permitiu que a fronteira sul do Egito fosse relativamente protegida de invasões e, além do breve domínio cuxita, permaneceu uma fronteira natural durante a maior parte da história egípcia.
Eratóstenes deu uma descrição precisa das cataratas do Nilo:
| “ | Tem uma forma semelhante a uma letra N invertida. Fluem para o norte de Meroé cerca de 2700 estádios, depois voltam-se para o sul e o pôr do sol de inverno por cerca de 3700 estádios, e quase atinge o mesmo paralelo da região de Meroé, em seu caminho afastando-se da Líbia. Em seguida, faz outra curva e flui para o norte 5.300 estádios até a grande catarata, curvando-se ligeiramente para o leste; então 1200 estádios até a catarata menor em Siena (ou seja, Assuão), e então mais 5300 até o mar. | ” |

As seis cataratas do Nilo são amplamente retratadas por alguns visitantes estrangeiros, notadamente por Pedro II do Brasil, n'"Os diários de D. Pedro II no Egito", e por Winston Churchill, no livro The River War: An Historical Account of the Reconquest of the Soudan (1899), onde relata as façanhas dos britânicos tentando retornar ao Sudão entre 1896 e 1898, depois de serem forçados a sair em 1885.